# Aref Hamza
Aref Hamza, arabisch عارف حمزة, DMG ʿĀrif Ḥamza (geboren 6. Mai 1974 in al-Hasaka), ist ein syrischer Lyriker, der im Exil in Deutschland lebt. Seine Werke zählen zur zeitgenössischen syrischen Exilliteratur.

## Leben
Aref Hamza gehört zur kurdischen Bevölkerungsgruppe in Syrien. Er studierte Jura in Aleppo und arbeitet als Rechtsanwalt und als Journalist. Hamza musste wegen des Bürgerkriegs in Syrien aus dem Land fliehen und lebt im Exil in Deutschland in Buchholz in der Nordheide.
Hamza veröffentlichte mehrere Gedichtbände und erhielt 2004 den Mohammed-al-Maghout-Preis für Lyrik. Einzelne Gedichte wurden in europäische Sprachen übersetzt.

## Werke (Auswahl)
- Du bist nicht allein. Gedichte. Übersetzung Sandra Hetzl. Zürich : Secession, 2018
- Deine Angst – Dein Paradies. Poesie der Nachbarn. Gedichte aus Syrien. Anthologie mit Gedichten von Lina Atfah, Aref Hamza, Mohmmad Al-Matroud, Rasha Omran, Lina Tibi, Raed Wahesh. Hrsg. von Mahmoud Hassanein und Hans Thill. Heidelberg: Das Wunderhorn, 2018